# Teri Reeves

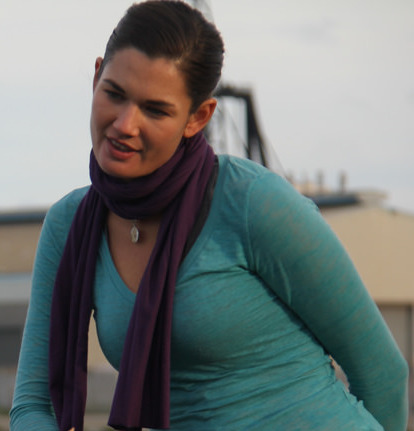
Teri Reeves, 2012

Teri Reeves (* 14. Juli 1981 als Teri Lynn Kretz im Alameda County, Kalifornien) ist eine US-amerikanische Schauspielerin. Ihre bekanntesten Rollen sind die Ärztin Hallie Thomas in der NBC-Fernsehserie Chicago Fire und KJ Jameson in der Hulu-Serie Battleground.

## Berufliche Entwicklung
Teri Reeves wurde in der Bay Area, Kalifornien, geboren. Reeves’ Wunsch, Schauspielerin zu werden, entstand, nachdem sie als junges Mädchen Katharine Hepburn in dem Film Die Nacht vor der Hochzeit (Original: The Philadelphia Story) gesehen hatte. Zu diesem Zeitpunkt war ihr klar, dass sie eine Schauspielkarriere anstrebte. Sie begann ihr Studium an der UC Santa Barbara mit Mathematik als Hauptfach, entschloss sich aber spontan für die Schauspielausbildung und wurde angenommen. Teri Reeves schloss ihr Studium an der UC Santa Barbara mit einem Bachelor of Fine Arts ab, ihr anschließendes Studium an der UC San Diego mit Master of Fine Arts. Sie lebte anschließend in Houston, Grand Rapids, Santa Barbara, San Diego und zurzeit in Los Angeles.
Nach längerer Tätigkeit bei der White Buffalo Theater Company in Los Angeles wurde Reeves Geschäftsführerin und Mitglied des Produktionsteams der 2009 mit dem Ovation Award ausgezeichneten Theater-Company Chalk Repertory.
Von 2012 bis 2013 spielte Teri Reeves die Ärztin Hallie Thomas in der NBC-Fernsehserie Chicago Fire und wird in dieser von Cathlen Gawlich synchronisiert. 2016 übernahm Reeves die Rolle in der Fantasy-Fernsehserie Once Upon a Time – Es war einmal … die Rolle der erwachsenen Dorothy Gale.

### Sonstiges/Privates
Reeves heiratete am 19. Juni 2005 Jonathan Reeves und reichte 2013 die Scheidung ein. Teri Reeves hat einen schwarzen Gürtel in Brazilian Jiu-Jitsu, welches sie meist täglich übt.

## Filmografie (Auswahl)
Film
- 2012: Deadline
- 2014: Tentacle 8
- 2014: 10 Year Plan

Fernsehserien
- 2008: Numbers – Die Logik des Verbrechens (NUMB3RS) (1 Folge)
- 2008–2010: Zeit der Sehnsucht (Days of Our Lives) (3 Folgen)
- 2009: The Forgotten – Die Wahrheit stirbt nie (The Forgotten)
- 2009–2010: Three Rivers (4 Folgen)
- 2010: Undercovers
- 2010: Medium – Nichts bleibt verborgen (Medium)
- 2010: Rules of Engagement
- 2011: General Hospital
- 2011: Leap Year
- 2012–2013: Chicago Fire
- 2012: Battleground
- 2013: Navy CIS: L.A. (NCIS: Los Angeles)
- 2013: Navy CIS (NCIS) (Staffel 11, Folge 3)
- 2013: Scandal
- 2013: Castle
- 2014: The 10 Year Plan
- 2015: Grey’s Anatomy
- 2016: Once Upon a Time – Es war einmal … (Once Upon A Time…) als erwachsene Dorothy Gale
- 2019: Marvel’s The Punisher Marlena Olin
- 2021: Lucifer Colonel O’Brien